# Didier Albert
Didier Albert est un réalisateur français de télévision.

## Filmographie

### Comme réalisateur
- 1985 : Maguy
- 1987 : Marc et Sophie
- 1988 : Tel père, tel fils
- 1988 : Vivement lundi !
- 1989 : Les deux font la loi
- 1989 : Tribunal
- 1991 : Léon Duras, chroniqueur mondain
- 1991 : Les Trouble-fête
- 1991 : Besoin de personne
- 1991 : Paparoff
- 1991 : Tribunal
- 1992 : Sylvie et compagnie
- 1992 : Méprise d'otage
- 1993 : Seconde B
- 1993 : L'Annexe
- 1994 : Placé en garde à vue
- 1994 : Extrême limite
- 1994 : Chasseur de loups
- 1995 : Le Juge est une femme (1 épisode)
- 1995 : Sandra, princesse rebelle
- 1996 : Une femme contre l'ordre
- 1996 : La Ferme du crocodile
- 1997 : Une femme d'action
- 1998 : Marseille
- 1998 : Un père en plus
- 2000 : Une femme neuve
- 2001 : L'Oiseau rare
- 2001 : Docteur Claire Bellac
- 2000-2002 : Un homme en colère (4 épisodes)
- 2003 : Le Bleu de l'océan
- 2004 : Le Proc (1 épisode)
- 2005 : La Battante
- 2005 : Dolmen
- 2006 : Les Enfants j'adore
- 2006 : Camping paradis
- 2007 : Mystère
- 2008 : Une suite pour deux
- 2009 : Otages
- 2009 : Tombé sur la tête
- 2011 : Trois filles en cavale
- 2011 : Plus belle la vie - Coup de Froid aux Quatre Soleils
- 2012 : Cher Radin
- 2013 : La Disparue du Pyla
- 2014 : Plus belle la vie - Dette d'honneur

### Comme assistant-réalisateur
- 1981 : C'est la vie de Paul Vecchiali
- 1983 : En haut des marches de Paul Vecchiali
- 1984 : Trous de mémoire de Paul Vecchiali

### Comme acteur
- 1974 : Les Brigades du Tigre, épisode La confrérie des loups de Victor Vicas
- 1975 : Les Brigades du Tigre, épisode De la poudre et des balles de Victor Vicas
- 1975 : Section spéciale de Costa-Gavras